# Glenferness House
Glenferness House ist ein Herrenhaus nahe der schottischen Ortschaft Ferness in der Council Area Highland. 1971 wurde das Bauwerk in die schottischen Denkmallisten in der höchsten Denkmalkategorie A aufgenommen. Seine Stallungen sowie die Hauptpforte mit Lodge und die Gärten sind jeweils separat als Kategorie-B-Bauwerke klassifiziert.

## Geschichte
Um 1840 initiierte James Montgomery Cunninghame den Bau seines Herrensitzes auf dem Anwesen. Cunninghame verstarb jedoch 1842 noch vor Fertigstellung. John Dougal of Ratho Park aus Midlothian erwarb das Anwesen. Er ließ das heutige Glenferness House ab 1844 errichten. Für den Entwurf des 1845 fertiggestellten Herrenhauses zeichnet der schottische Architekt Archibald Simpson verantwortlich. Das Gebäude wurde in der Nähe des unvollendeten, abgetragenen Vorgängerbaus errichtet, dessen Material zum Bau wiederverwendet wurde. John Leslie-Melville, 11. Earl of Leven erwarb das Anwesen im Jahre 1869. Seitdem befindet es sich in Familienbesitz. Im selben Jahr wurde Glenferness House erweitert und überarbeitet.
Glenferness House ist Stammsitz der Earls of Leven, die auch den nachgeordneten Titel Earl of Melville führen. Auf dem Anwesen befindet sich der Princess Stone, ein denkmalgeschützter piktischer Symbolstein aus dem 8. oder 9. Jahrhundert.

## Beschreibung
Glenferness House steht isoliert rund 3,5 Kilometer südwestlich des Weilers Ferness und 15 Kilometer südöstlich von Nairn am rechten Ufer des Findhorn. Die schlicht klassizistisch ausgestaltete, ostexponierte Hauptfassade des zweigeschossigen Herrenhauses ist mit grauen und rosafarbenen Granitblöcken verblendet. Einst waren die Fassaden mit rosafarbenem Harl verputzt. Die zentrale, heute verglaste Porte-cochère ist mit dorischen Säulen ausgeführt. Sie wurde später hinzugefügt. Die Eckrisaliten schließen mit schlichten Dreiecksgiebeln. Die asymmetrisch aufgebauten Wirtschaftsbereiche setzen sich nach Norden fort. Die westexponierte Gartenseite weist Elemente des Italianate-Stils auf, darunter einen dreigeschossigen Turm. Entlang der südlichen Giebelseite erstreckt sich eine abgekantete Auslucht über die gesamte Gebäudehöhe. Die Dächer sind mit Schiefer eingedeckt. Markant sind die Blockhäuser im traditionellen norwegischen Stil, welche das Gebäude flankieren.

## Außenbauwerke

### Stallungen
Die Stallungen sind rund 100 Meter nordwestlich von Glenferness House gelegen. Der eingeschossige Komplex weist einen H-förmigen Grundriss auf. Sein Mauerwerk besteht aus Lesestein mit Einfassungen aus grauem Granit. Kolossale Pilaster flankieren das zentrale, rundbogige Portal des fünf Achsen weiten Mittelbaus. Das Gebäude ist mit hohen Fenstern und Lukarnen ausgeführt. Die Giebel der Ost- und Südseite zeigen blinde Fenster. Die Remise an der Nordseite besitzt ein segmentbogiges Tor. An der Südseite ist eine Wohnung eingerichtet. Die schiefergedeckten Satteldächer sind mit Gauben und firstständigen Kaminen ausgeführt.

### Pforte
Die Pforte mit der Lodge befindet sich abseits der B9007 rund 1,5 Kilometer östlich des Herrenhauses. Den Entwurf des eingeschossigen Gebäudes lieferte Archibald Simpson. Der einst T-förmiger Grundriss wurde 1869 zu einer Kreuzform erweitert. Das Mauerwerk besteht aus Granitbruch mit Graniteinfassungen und ist mit Harl verputzt. Schlichte Gesimse bekrönen die Fenster. Eine ehemalige Eingangstür an der Nordwestseite wurde zwischenzeitlich zu einem Fenster reduziert.
Die schlicht ausgeführten Pfeiler der Pforte weisen quadratische Grundrisse auf. Sie tragen die schmiedeeisernen Torflügel, welche im Jahre 1953 ersetzt wurden. Diese tragen eine Plakette, welche sie als Geschenk örtlicher Kaufleute an den Earl of Leven ausweisen.

### Gärten
Die Gärten befinden sich rund 150 Meter nordöstlich von Glenferness House. Sie sind durch eine Bruchsteinmauer mit einem Eingang an der Südseite umfriedet. An der Nordwestseite bildet die Außenmauer der Gärtnerwohnung einen Teil der Umfriedung. Das zweigeschossige Gebäude ist aus Bruchstein mit Graniteinfassungen aufgebaut. Entlang seiner Fassaden sind vier- beziehungsweise sechsteilige Sprossenfenster eingelassen. Das schiefergedeckte Dach ist mit firstständigem Kamin ausgeführt.